# 1-й Транзитний провулок (Житомир)
1-й Транзитний провулок — провулок в Корольовському районі міста Житомир. 

## Розташування
Знаходиться на Мар'янівці, ділянка між 1-ю та 4-ю Мар'янівськими лініями — також на теренах Смоківки. Бере початок від 4-ї Мар'янівської лінії. Прямує на південний захід. Закінчується перехрестям з Малиновою вулицею. Має перехрестя з 1-ю та 2-ю Мар'янівськими лініями, вулицями Луговою та Якова Зайка.

## Історія
Система Транзитних провулків виникла за місцем розташування меліоративних каналів на колишньому полі, де на початку ХХ століття розташовувалося Смоківське болото. На початку ХХ століття землі на схід від річки Вошивиці, де пізніше сформується східна частина провулка, належали до хутора «Марьяновка при Цмоковке» Левківської волості Житомирського повіту.
Провулок виник у 1955 році як 1-й Транзитний проїзд. У 1958 році закріплена чинна назва.
Наприкінці 1960-х років провулок та його садибна забудова сформовані.